# Поздышка
Поздышка — деревня в Кирилловском районе Вологодской области.
Входит в состав Ферапонтовского сельского поселения (с 1 января 2006 года по 13 апреля 2009 года входила в Суховерховское сельское поселение), с точки зрения административно-территориального деления — в Суховерховский сельсовет.
Расстояние до районного центра Кириллова по автодороге — 4 км, до центра муниципального образования Ферапонтово по прямой — 13 км. Ближайшие населённые пункты — Аксеново, Хвощеватик, Пески, Колдома, Кривошейново, Малое Зауломское.
Деревня Поздышка расположена на берегу одноимённой реки, превращённой в часть Северо-Двинского канала.
По переписи 2002 года население — 20 человек (14 мужчин, 6 женщин). Преобладающая национальность — русские (85 %).